# Dana Linn Bailey
Dana Linn Bailey (Reading, Pensilvania; 30 de mayo de 1983) es una culturista profesional y modelo de figura estadounidense.

## Biografía
Dana Linn fue reclutada para jugar al fútbol en la Universidad de West Chester, como defensa titular y ayudar a llevar a su equipo a la NCAA y a los playoffs. Cuando se graduó de la universidad, hizo la transición al levantamiento de pesas, junto con su entonces novio Rob Bailey.
Participó en su primera competición de figuras en 2006 en los Campeonatos de Lehigh Valley y compitió en figuras hasta 2010. Fue profesora de Educación Física en la Conrad Weiser Middle School de Robesonia (Pensilvania), hasta 2007, cuando se retiró para centrarse en su carrera como culturista.
En 2010, decidió participar en su primer concurso de fisicoculturismo, el Junior USAs 2011, celebrado en Charleston (Carolina del Sur). Ganó la clasificación general, recibió su tarjeta profesional de la IFBB y se convirtió en la primera profesional del fisicoculturismo femenino en la NPC/IFBB. Actualmente se encuentra en un paréntesis de la competición Olympia, centrándose en su gimnasio y en el de su marido.

### Historial competitivo
- 2011 - Jr. USAs – 1º puesto
- 2012 - Desert Muscle Classic — 4º puesto
- 2012 - NEw York Pro — 16º puesto
- 2013 - Tampa Pro — 2º puesto
- 2013 - Dallas Europa – 1º puesto
- 2013 - Olympia – 1º puesto
- 2014 - Olympia — 2º puesto
- 2015 - Arnold Classic — 2º puesto
- 2015 - Public Warhouse gym[3]
- 2015 - Competed in American Ninja Warrior[4]
- 2018 - Arnold Classic (powerlifting)[5]
- 2019 - Brute Showdown Women's edition — 2º puesto[6]